# 고산하늘초등학교
고산하늘초등학교(高山하늘初等學校)는 대한민국 경기도 광주시에 있는 공립 초등학교이다.

## 학교 연혁
- 2021년 5월 20일 : 교명 고산하늘초등학교 선정[2]
- 2022년 8월 17일: 개교(초등 12학급, 특수 1학급, 병설유치원 2학급). 초대 윤남호 교장선생님 부임.
- 2022년 9월 16일: 2학년 1학급 증설(초등 13학급, 특수 1학급, 병설유치원 2학급)
- 2022년 10월 27일: 6학년 1학급 증설(초등 14학급, 특수 1학급, 병설유치원 2학급)
- 2022년 12월 30일: 제1회 졸업식(34명 졸업)
- 2023년 3월 1일: 22학급 편성(초등 22학급, 특수 1학급, 병설유치원 2학급)